# Levantamiento de pesas en los Juegos del Pacífico 2019
El Levantamiento de pesas en los Juegos del Pacífico 2019 se llevó a cabo del 9 al 13 de julio en el Falaeta Sports Complex en Apia, Samoa.

## Resultados

### Masculino
| Evento              | Oro                                | Oro    | Plata                               | Plata  | Bronce                             | Bronce  | Ref   |
| ------------------- | ---------------------------------- | ------ | ----------------------------------- | ------ | ---------------------------------- | ------- | ----- |
| 55 kg Arranque      | Elson Brechtefeld Nauru            | 93 kg  | Walter Shadrack Islas Salomón       | 80 kg  | Gahuana Nauari Papúa Nueva Guinea  | 80 kg   | [ 3 ] |
| 55 kg Envión        | Elson Brechtefeld Nauru            | 122 kg | Gahuana Nauari Papúa Nueva Guinea   | 108 kg | Scofield Sinaka Papúa Nueva Guinea | 108 kg  | [ 3 ] |
| 55 kg Total         | Elson Brechtefeld Nauru            | 215 kg | Gahuana Nauari Papúa Nueva Guinea   | 188 kg | Walter Shadrack Islas Salomón      | 185 kg  | [ 3 ] |
|                     |                                    |        |                                     |        |                                    |         |       |
| 61 kg Arranque      | Morea Baru Papúa Nueva Guinea      | 124 kg | Cester Ramohaka Islas Salomón       | 99 kg  | John Tafi Samoa                    | 95 kg   | [ 4 ] |
| 61 kg Envión        | Morea Baru Papúa Nueva Guinea      | 160 kg | Cester Ramohaka Islas Salomón       | 127 kg | John Tafi Samoa                    | 115 kg  | [ 4 ] |
| 61 kg Total         | Morea Baru Papúa Nueva Guinea      | 284 kg | Cester Ramohaka Islas Salomón       | 226 kg | John Tafi Samoa                    | 210 kg  | [ 4 ] |
|                     |                                    |        |                                     |        |                                    |         |       |
| 67 kg Arranque      | Vaipava Ioane Samoa                | 125 kg | Ruben Katoatau Kiribati             | 122 kg | Ezekiel Moses Nauru                | 115 kg  | [ 4 ] |
| 67 kg Envión        | Vaipava Ioane Samoa                | 164 kg | Ruben Katoatau Kiribati             | 160 kg | Ezekiel Moses Nauru                | 145 kg  | [ 4 ] |
| 67 kg Total         | Vaipava Ioane Samoa                | 289 kg | Ruben Katoatau Kiribati             | 282 kg | Ezekiel Moses Nauru                | 260 kg  | [ 4 ] |
|                     |                                    |        |                                     |        |                                    |         |       |
| 73 kg Arranque      | Taretiita Tabaroua Kiribati        | 124 kg | Brandon Wakeling Australia          | 123 kg | Ika Aliklik Nauru                  | 121 kg  | [ 4 ] |
| 73 kg Envión        | Brandon Wakeling Australia         | 167 kg | Taretiita Tabaroua Kiribati         | 158 kg | Larko Doguape Nauru                | 150 kg  | [ 4 ] |
| 73 kg Total         | Brandon Wakeling Australia         | 290 kg | Taretiita Tabaroua Kiribati         | 282 kg | Larko Doguape Nauru                | 270 kg  | [ 4 ] |
|                     |                                    |        |                                     |        |                                    |         |       |
| 81 kg Arranque      | Jack Opeloge Samoa                 | 138 kg | Cameron McTaggart Nueva Zelanda     | 137 kg | Kabuati Bob Islas Marshall         | 128 kg  | [ 4 ] |
| 81 kg Envión        | Cameron McTaggart Nueva Zelanda    | 168 kg | Kabuati Bob Islas Marshall          | 160 kg | Jack Opeloge Samoa                 | 160 kg  | [ 4 ] |
| 81 kg Total         | Cameron McTaggart Nueva Zelanda    | 305 kg | Jack Opeloge Samoa                  | 298 kg | Kabuati Bob Islas Marshall         | 288 kg  | [ 4 ] |
|                     |                                    |        |                                     |        |                                    |         |       |
| 89 kg Arranque      | Don Opeloge Samoa                  | 145 kg | Boris Elesin Australia              | 142 kg | Joel Gregson Australia             | 126 kg  | [ 4 ] |
| 89 kg Envión        | Don Opeloge Samoa                  | 193 kg | Boris Elesin Australia              | 166 kg | Joel Gregson Australia             | 162 kg  | [ 4 ] |
| 89 kg Total         | Don Opeloge Samoa                  | 338 kg | Boris Elesin Australia              | 308 kg | Joel Gregson Australia             | 288 kg  | [ 4 ] |
|                     |                                    |        |                                     |        |                                    |         |       |
| 96 kg Arranque      | Israël Kaikilekofe Wallis y Futuna | 161 kg | Steven Kari Papúa Nueva Guinea      | 156 kg | Maeu Nanai Livi Samoa              | 154 kg  | [ 4 ] |
| 96 kg Envión        | Steven Kari Papúa Nueva Guinea     | 198 kg | Israël Kaikilekofe Wallis y Futuna  | 192 kg | Maeu Nanai Livi Samoa              | 181 kg  | [ 4 ] |
| 96 kg Total         | Steven Kari Papúa Nueva Guinea     | 354 kg | Israël Kaikilekofe Wallis y Futuna  | 353 kg | Maeu Nanai Livi Samoa              | 335 kg  | [ 4 ] |
|                     |                                    |        |                                     |        |                                    |         |       |
| 102 kg Arranque     | Petunu Opeloge Samoa               | 150 kg | David Katoatau Kiribati             | 142 kg | Petelo Lautusi Samoa               | 140 kg  | [ 4 ] |
| 102 kg Envión       | David Katoatau Kiribati            | 196 kg | Petelo Lautusi Samoa                | 170 kg | no hubo                            | no hubo | [ 4 ] |
| 102 kg Total        | David Katoatau Kiribati            | 338 kg | Petelo Lautusi Samoa                | 310 kg | no hubo                            | no hubo | [ 4 ] |
|                     |                                    |        |                                     |        |                                    |         |       |
| 109 kg Arranque     | Sanele Mao Samoa                   | 160 kg | Matthew Lydement Australia          | 156 kg | Sio Pomelile Tonga                 | 143 kg  | [ 4 ] |
| 109 kg Clean & Jerk | Sanele Mao Samoa                   | 206 kg | Tanumafili Jungblut Samoa Americana | 194 kg | Jackson Roberts-Young Australia    | 192 kg  | [ 4 ] |
| 109 kg Total        | Sanele Mao Samoa                   | 366 kg | Tanumafili Jungblut Samoa Americana | 336 kg | Jackson Roberts-Young Australia    | 333 kg  | [ 4 ] |
|                     |                                    |        |                                     |        |                                    |         |       |
| 109+ kg Arranque    | Lauititi Lui Samoa                 | 178 kg | David Liti Nueva Zelanda            | 177 kg | Aisake Tuitupou Tonga              | 140 kg  | [ 4 ] |
| 109+ kg Envión      | Aisake Tuitupou Tonga              | 190 kg | Malachi Faamausilifala Samoa        | 150 kg | no hubo                            | no hubo | [ 4 ] |
| 109+ kg Total       | Aisake Tuitupou Tonga              | 330 kg | Malachi Faamausilifala Samoa        | 281 kg | no hubo                            | no hubo | [ 4 ] |
|                     |                                    |        |                                     |        |                                    |         |       |

### Femenino
| Evento          | Oro                              | Oro    | Plata                             | Plata  | Bronce                                 | Bronce | Ref   |
| --------------- | -------------------------------- | ------ | --------------------------------- | ------ | -------------------------------------- | ------ | ----- |
| 45 kg Arranque  | Tebora Willy Kiribati            | 52 kg  | Konio Toua Papúa Nueva Guinea     | 50 kg  | Daniella Ika Nauru                     | 35 kg  | [ 5 ] |
| 45 kg Envión    | Tebora Willy Kiribati            | 67 kg  | Konio Toua Papúa Nueva Guinea     | 65 kg  | Dayalani Reiko Vida Calma Guam         | 63 kg  | [ 5 ] |
| 45 kg Total     | Tebora Willy Kiribati            | 119 kg | Konio Toua Papúa Nueva Guinea     | 115 kg | Daniella Ika Nauru                     | 82 kg  | [ 5 ] |
|                 |                                  |        |                                   |        |                                        |        |       |
| 49 kg Arranque  | Dika Toua Papúa Nueva Guinea     | 75 kg  | Dalamaya Aiko Vida Calma Guam     | 53 kg  | Korema Marie Gavera Papúa Nueva Guinea | 52 kg  | [ 3 ] |
| 49 kg Envión    | Dika Toua Papúa Nueva Guinea     | 100 kg | Jaylyn Mala Islas Salomón         | 65 kg  | Dalamaya Aiko Vida Calma Guam          | 64 kg  | [ 3 ] |
| 49 kg Total     | Dika Toua Papúa Nueva Guinea     | 175 kg | Dalamaya Aiko Vida Calma Guam     | 117 kg | Jaylyn Mala Islas Salomón              | 115 kg | [ 3 ] |
|                 |                                  |        |                                   |        |                                        |        |       |
| 55 kg Arranque  | Mary Lifu Islas Salomón          | 73 kg  | Jacinta Sumagaysay Guam           | 71 kg  | Elizabeth Bisafo Islas Salomón         | 69 kg  | [ 3 ] |
| 55 kg Envión    | Mary Lifu Islas Salomón          | 89 kg  | Jacinta Sumagaysay Guam           | 88 kg  | Elizabeth Bisafo Islas Salomón         | 83 kg  | [ 3 ] |
| 55 kg Total     | Mary Lifu Islas Salomón          | 162 kg | Jacinta Sumagaysay Guam           | 159 kg | Elizabeth Bisafo Islas Salomón         | 152 kg | [ 3 ] |
|                 |                                  |        |                                   |        |                                        |        |       |
| 59 kg Arranque  | Erika Yamasaki Australia         | 80 kg  | Jenly Tegu Wini Islas Salomón     | 79 kg  | Seen Lee Australia                     | 78 kg  | [ 4 ] |
| 59 kg Envión    | Erika Yamasaki Australia         | 103 kg | Jenly Tegu Wini Islas Salomón     | 102 kg | Seen Lee Australia                     | 101 kg | [ 4 ] |
| 59 kg Total     | Erika Yamasaki Australia         | 183 kg | Jenly Tegu Wini Islas Salomón     | 181 kg | Seen Lee Australia                     | 179 kg | [ 4 ] |
|                 |                                  |        |                                   |        |                                        |        |       |
| 64 kg Arranque  | Kiana Elliott Australia          | 99 kg  | Sarah Cochrane Australia          | 92 kg  | Megan Signal Nueva Zelanda             | 89 kg  | [ 4 ] |
| 64 kg Envión    | Kiana Elliott Australia          | 114 kg | Megan Signal Nueva Zelanda        | 114 kg | Sarah Cochrane Australia               | 112 kg | [ 4 ] |
| 64 kg Total     | Kiana Elliott Australia          | 213 kg | Sarah Cochrane Australia          | 204 kg | Megan Signal Nueva Zelanda             | 203 kg | [ 4 ] |
|                 |                                  |        |                                   |        |                                        |        |       |
| 71 kg Arranque  | Ebony Gorincu Australia          | 91 kg  | Maximina Uepa Nauru               | 86 kg  | Sandra Ako Papúa Nueva Guinea          | 80 kg  | [ 4 ] |
| 71 kg Envión    | Maximina Uepa Nauru              | 105 kg | Tiiau Bakaekiri Kiribati          | 101 kg | Sandra Ako Papúa Nueva Guinea          | 98 kg  | [ 4 ] |
| 71 kg Total     | Maximina Uepa Nauru              | 191 kg | Tiiau Bakaekiri Kiribati          | 179 kg | Sandra Ako Papúa Nueva Guinea          | 178 kg | [ 4 ] |
|                 |                                  |        |                                   |        |                                        |        |       |
| 76 kg Arranque  | Kanah Andrews-Nahu Nueva Zelanda | 94 kg  | Bailey Rogers Nueva Zelanda       | 92 kg  | Stephanie Davies Australia             | 85 kg  | [ 4 ] |
| 76 kg Envión    | Kanah Andrews-Nahu Nueva Zelanda | 112 kg | Stephanie Davies Australia        | 111 kg | Bailey Rogers Nueva Zelanda            | 110 kg | [ 4 ] |
| 76 kg Total     | Kanah Andrews-Nahu Nueva Zelanda | 206 kg | Bailey Rogers Nueva Zelanda       | 202 kg | Stephanie Davies Australia             | 196 kg | [ 4 ] |
|                 |                                  |        |                                   |        |                                        |        |       |
| 81 kg Arranque  | Leotina Petelo Samoa             | 89 kg  | Ariana Uepa Nauru                 | 71 kg  | Noi Igo Papúa Nueva Guinea             | 70 kg  | [ 4 ] |
| 81 kg Envión    | Leotina Petelo Samoa             | 110 kg | Noi Igo Papúa Nueva Guinea        | 94 kg  | Ariana Uepa Nauru                      | 91 kg  | [ 4 ] |
| 81 kg Total     | Leotina Petelo Samoa             | 199 kg | Noi Igo Papúa Nueva Guinea        | 164 kg | Ariana Uepa Nauru                      | 162 kg | [ 4 ] |
|                 |                                  |        |                                   |        |                                        |        |       |
| 87 kg Arranque  | Kaitlyn Fassina Australia        | 101 kg | Hayley Whiting Nueva Zelanda      | 94 kg  | Lorraine Harry Papúa Nueva Guinea      | 85 kg  | [ 4 ] |
| 87 kg Envión    | Kaitlyn Fassina Australia        | 119 kg | Lorraine Harry Papúa Nueva Guinea | 107 kg | Roviel Detenamo Nauru                  | 93 kg  | [ 4 ] |
| 87 kg Total     | Kaitlyn Fassina Australia        | 220 kg | Lorraine Harry Papúa Nueva Guinea | 192 kg | Tiaterenga Kaua Kiribati               | 165 kg | [ 4 ] |
|                 |                                  |        |                                   |        |                                        |        |       |
| 87+ kg Arranque | Laurel Hubbard Nueva Zelanda     | 125 kg | Feagaiga Stowers Samoa            | 119 kg | Charisma Amoe-Tarrant Australia        | 109 kg | [ 4 ] |
| 87+ kg Envión   | Iuniarra Sipaia Samoa            | 147 kg | Laurel Hubbard Nueva Zelanda      | 143 kg | Feagaiga Stowers Samoa                 | 142 kg | [ 4 ] |
| 87+ kg Total    | Laurel Hubbard Nueva Zelanda     | 268 kg | Feagaiga Stowers Samoa            | 261 kg | Iuniarra Sipaia Samoa                  | 255 kg | [ 4 ] |
|                 |                                  |        |                                   |        |                                        |        |       |

## Medallero
| #  | País               | Medalla de oro | Medalla de plata | Medalla de bronce | Total |
| -- | ------------------ | -------------- | ---------------- | ----------------- | ----- |
| 1  | Samoa              | 16             | 7                | 10                | 33    |
| 2  | Australia          | 12             | 8                | 12                | 32    |
| 3  | Papúa Nueva Guinea | 8              | 10               | 8                 | 26    |
| 4  | Nueva Zelanda      | 7              | 7                | 3                 | 17    |
| 5  | Kiribati           | 6              | 8                | 1                 | 15    |
| 6  | Nauru              | 5              | 2                | 11                | 18    |
| 7  | Islas Salomón      | 3              | 8                | 5                 | 16    |
| 8  | Tonga              | 2              | 0                | 2                 | 4     |
| 9  | Wallis y Futuna    | 1              | 2                | 0                 | 3     |
| 10 | Guam               | 0              | 5                | 2                 | 7     |
| 11 | Samoa Americana    | 0              | 2                | 0                 | 2     |
| 12 | Islas Marshall     | 0              | 1                | 2                 | 3     |